# Barbut verd d'Annam

El barbut verd d'Annam (Psilopogon annamensis) és una espècie d'ocell de la família dels megalèmids (Megalaimidae) que habita boscos de muntanya de Laos i el Vietnam.

## Taxonomia
Considerat fins fa poc una subespèscie de Psilopogon (=Megalaima) oorti, ha estat considerat una espècie diferent arran moderns treballs.